# 京都赤旗事件
京都赤旗事件（きょうとあかはたじけん）は、1920年（大正9年）11月30日に発生した社会主義者弾圧事件。

## 概要
友愛会京都支部の支部長を務めた高山義三は、1年間志願兵として軍隊勤務に従事し、1920年に除隊した。11月30日早朝、鍋山貞親ら50名余りの社会主義者は、出迎えのため高山のもとに赴いた。この時彼らが「祝高山義三君出獄」などと大書した赤旗数本を掲げたため、警官隊と衝突した。同日夕刻、鍋山らは逮捕され、調停しようとした荒畑寒村も連座した。鍋山らは公務執行妨害、傷害、および治安警察法違反の容疑で起訴され、それぞれ2か月 - 6か月の禁錮刑が科せられた。